# Districten van Paraguay
De departementen van Paraguay zijn verdeeld in districten (distritos). Er zijn 254 districten in Paraguay; de jongste drie zijn gecreëerd in 2016.
De hoofdstad Asuncion is een hoofdstedelijk district (distrito capital); het behoort niet tot een van de departementen.
| Departement      | DGEEC-code | District                                | Km²       |
| ---------------- | ---------- | --------------------------------------- | --------- |
| Asuncion         | 0000       | Asuncion                                | 128,13    |
| Alto Paraguay    | 1704       | Bahía Negra                             | 37.095,63 |
| Alto Paraguay    | 1705       | Capitán Carmelo Peralta                 | 5.211,66  |
| Alto Paraguay    | 1701       | Fuerte Olimpo                           | 24.031,91 |
| Alto Paraguay    | 1702       | Puerto Casado                           | 12.550,85 |
| Alto Paraná      | 1001       | Ciudad del Este                         | 151,04    |
| Alto Paraná      | 1004       | Doctor Juan León Mallorquín             | 254,47    |
| Alto Paraná      | 1022       | Doctor Raúl Peña                        | 632,00    |
| Alto Paraná      | 1003       | Domingo Martínez de Irala               | 400,40    |
| Alto Paraná      | 1005       | Hernandarias                            | 722,67    |
| Alto Paraná      | 1019       | Iruña                                   | 556,15    |
| Alto Paraná      | 1006       | Itakyry                                 | 1.991,50  |
| Alto Paraná      | 1007       | Juan Emilio O'Leary                     | 239,60    |
| Alto Paraná      | 1010       | Los Cedrales                            | 409,40    |
| Alto Paraná      | 1017       | Mbaracayú                               | 1.091,59  |
| Alto Paraná      | 1011       | Minga Guazú                             | 483,59    |
| Alto Paraná      | 1016       | Minga Porá                              | 847,59    |
| Alto Paraná      | 1008       | Ñacunday                                | 791,79    |
| Alto Paraná      | 1014       | Naranjal                                | 414,78    |
| Alto Paraná      | 1002       | Presidente Franco                       | 123,10    |
| Alto Paraná      | 1018       | San Alberto                             | 1.058,63  |
| Alto Paraná      | 1012       | San Cristóbal                           | 917,14    |
| Alto Paraná      | 1020       | Santa Fe del Paraná                     | 789,76    |
| Alto Paraná      | 1013       | Santa Rita                              | 593,80    |
| Alto Paraná      | 1015       | Santa Rosa del Monday                   | 593,73    |
| Alto Paraná      | 1021       | Tavapy                                  | 436,63    |
| Alto Paraná      | 1009       | Yguazú                                  | 803,45    |
| Amambay          | 1302       | Bella Vista Norte                       | 3.709,17  |
| Amambay          | 1303       | Capitán Bado                            | 2.953,49  |
| Amambay          | 1305       | Karapaí                                 | 672,54    |
| Amambay          | 1301       | Pedro Juan Caballero                    | 4.732,65  |
| Amambay          | 1304       | Zanja Pytá                              | 550,49    |
| Boquerón         | 1604       | Filadelfia                              | 14.019,31 |
| Boquerón         | 1605       | Loma Plata                              | 1.786,22  |
| Boquerón         | 1602       | Mariscal José Félix Estigarribia        | 72.952,17 |
| Caaguazú         | 0502       | Caaguazú                                | 982,08    |
| Caaguazú         | 0503       | Carayaó                                 | 897,69    |
| Caaguazú         | 0501       | Coronel Oviedo                          | 869,97    |
| Caaguazú         | 0504       | Doctor Cecilio Báez                     | 147,97    |
| Caaguazú         | 0512       | Doctor Juan Eulogio Estigarribia        | 639,00    |
| Caaguazú         | 0506       | Doctor Juan Manuel Frutos               | 555,22    |
| Caaguazú         | 0515       | José Domingo Ocampos                    | 151,40    |
| Caaguazú         | 0517       | La Pastora                              | 363,48    |
| Caaguazú         | 0516       | Mariscal Francisco Solano López         | 871,28    |
| Caaguazú         | 0508       | Nueva Londres                           | 228,35    |
| Caaguazú         | 0522       | Nueva Toledo                            | 594,11    |
| Caaguazú         | 0514       | Raúl Arsenio Oviedo                     | 639,96    |
| Caaguazú         | 0507       | Repatriación                            | 863,56    |
| Caaguazú         | 0513       | R. I. Tres Corrales                     | 285,88    |
| Caaguazú         | 0509       | San Joaquín                             | 401,92    |
| Caaguazú         | 0510       | San José de los Arroyos                 | 497,91    |
| Caaguazú         | 0505       | Santa Rosa del Mbutuy                   | 326,05    |
| Caaguazú         | 0519       | Simón Bolívar                           | 354,01    |
| Caaguazú         | 0521       | Tembiaporá                              | 450,35    |
| Caaguazú         | 0518       | Tres de Febrero                         | 236,78    |
| Caaguazú         | 0520       | Vaquería                                | 1.168,03  |
| Caaguazú         | 0511       | Yhú                                     | 1.398,35  |
| Caazapá          | 0602       | Abaí                                    | 2.144,30  |
| Caazapá          | 0603       | Buena Vista                             | 150,61    |
| Caazapá          | 0601       | Caazapá                                 | 830,89    |
| Caazapá          | 0604       | Doctor Moisés S. Bertoni                | 676,15    |
| Caazapá          | 0605       | General Higinio Morínigo                | 219,05    |
| Caazapá          | 0606       | Maciel                                  | 427,63    |
| Caazapá          | 0607       | San Juan Nepomuceno                     | 945,00    |
| Caazapá          | 0608       | Tavaí                                   | 1.233,05  |
| Caazapá          | 0609       | Yegros                                  | 977,59    |
| Caazapá          | 0610       | Yuty                                    | 1.120,34  |
| Caazapá          | 0611       | 3 de Mayo                               | 732,71    |
| Canindeyú        | 1402       | Corpus Christi                          | 304,93    |
| Canindeyú        | 1403       | Curuguaty                               | 2.971,45  |
| Canindeyú        | 1407       | General Francisco Caballero Álvarez     | 748,41    |
| Canindeyú        | 1405       | Itanará                                 | 901,15    |
| Canindeyú        | 1408       | Katueté                                 | 587,44    |
| Canindeyú        | 1409       | La Paloma                               | 635,41    |
| Canindeyú        | ????       | Maracaná                                |           |
| Canindeyú        | 1410       | Nueva Esperanza                         | 1.319,59  |
| Canindeyú        | 1401       | Salto del Guairá                        | 1.748,86  |
| Canindeyú        | 1411       | Yasy Cañy                               | 753,48    |
| Canindeyú        | 1413       | Yby Pytá                                | 1.129,69  |
| Canindeyú        | 1412       | Ybyrarovaná                             | 1.101,48  |
| Canindeyú        | 1406       | Ypejhú                                  | 874,94    |
| Canindeyú        | 1404       | Villa Ygatimí                           | 1.959,58  |
| Central          | 1101       | Areguá                                  | 147,67    |
| Central          | 1102       | Capiatá                                 | 82,48     |
| Central          | 1103       | Fernando de la Mora                     | 20,80     |
| Central          | 1104       | Guarambaré                              | 29,82     |
| Central          | 1105       | Itá                                     | 183,84    |
| Central          | 1106       | Itauguá                                 | 103,74    |
| Central          | 1119       | Julián Augusto Saldívar                 | 34,92     |
| Central          | 1107       | Lambaré                                 | 26,85     |
| Central          | 1108       | Limpio                                  | 114,97    |
| Central          | 1109       | Luque                                   | 147,29    |
| Central          | 1110       | Mariano Roque Alonso                    | 39,45     |
| Central          | 1112       | Ñemby                                   | 28,86     |
| Central          | 1111       | Nueva Italia                            | 362,71    |
| Central          | 1113       | San Antonio                             | 25,91     |
| Central          | 1114       | San Lorenzo                             | 56,17     |
| Central          | 1115       | Villa Elisa                             | 17,60     |
| Central          | 1116       | Villeta                                 | 875,20    |
| Central          | 1117       | Ypacaraí                                | 98,52     |
| Central          | 1118       | Ypané                                   | 52,29     |
| Concepción       | 0108       | Azotey                                  | 720,37    |
| Concepción       | 0102       | Belén                                   | 223,71    |
| Concepción       | 0101       | Concepción                              | 944,11    |
| Concepción       | ????       | Arroyito (* 2016)                       |           |
| Concepción       | 0103       | Horqueta                                | 2.082,75  |
| Concepción       | 0104       | Loreto                                  | 858,71    |
| Concepción       | 0111       | Paso Barreto                            | 2.158,25  |
| Concepción       | 0110       | San Alfredo                             | 3.990,13  |
| Concepción       | 0105       | San Carlos del Apa                      | 1.890,23  |
| Concepción       | 0106       | San Lázaro                              | 1.196,55  |
| Concepción       | 0109       | Sargento José Félix López               | 2.239,73  |
| Concepción       | 0107       | Yby Ya'ú                                | 2.178,92  |
| Cordillera       | 0302       | Altos                                   | 128,61    |
| Cordillera       | 0303       | Arroyos y Esteros                       | 530,83    |
| Cordillera       | 0304       | Atyrá                                   | 173,18    |
| Cordillera       | 0301       | Caacupé                                 | 125,35    |
| Cordillera       | 0305       | Caraguatay                              | 383,14    |
| Cordillera       | 0306       | Emboscada                               | 192,70    |
| Cordillera       | 0307       | Eusebio Ayala                           | 274,43    |
| Cordillera       | 0308       | Isla Pucú                               | 101,35    |
| Cordillera       | 0309       | Itacurubí de la Cordillera              | 127,02    |
| Cordillera       | 0310       | Juan de Mena                            | 975,63    |
| Cordillera       | 0311       | Loma Grande                             | 85,47     |
| Cordillera       | 0312       | Mbocayaty del Yhaguy                    | 241,64    |
| Cordillera       | 0313       | Nueva Colombia                          | 73,88     |
| Cordillera       | 0314       | Piribebuy                               | 340,80    |
| Cordillera       | 0315       | Primero de Marzo                        | 74,46     |
| Cordillera       | 0316       | San Bernardino                          | 85,85     |
| Cordillera       | 0320       | San José Obrero                         | 249,80    |
| Cordillera       | 0317       | Santa Elena                             | 129,18    |
| Cordillera       | 0318       | Tobatí                                  | 263,67    |
| Cordillera       | 0319       | Valenzuela                              | 190,29    |
| Guairá           | 0402       | Borja                                   | 349,21    |
| Guairá           | 0403       | Capitán Mauricio José Troche            | 170,62    |
| Guairá           | 0404       | Coronel Martínez                        | 112,74    |
| Guairá           | 0416       | Doctor Bottrell                         | 77,71     |
| Guairá           | 0405       | Félix Pérez Cardozo                     | 125,86    |
| Guairá           | 0406       | General Eugenio A. Garay                | 190,95    |
| Guairá           | 0407       | Independencia                           | 528,44    |
| Guairá           | 0408       | Itapé                                   | 157,51    |
| Guairá           | 0409       | Iturbe                                  | 328,96    |
| Guairá           | 0410       | José Fassardi                           | 193,51    |
| Guairá           | 0411       | Mbocayaty                               | 247,89    |
| Guairá           | 0412       | Natalicio Talavera                      | 76,69     |
| Guairá           | 0413       | Ñumí                                    | 96,01     |
| Guairá           | 0417       | Paso Yobái                              | 629,06    |
| Guairá           | 0414       | San Salvador                            | 109,95    |
| Guairá           | 0418       | Tebicuary                               | 75,22     |
| Guairá           | 0401       | Villarrica                              | 331,56    |
| Guairá           | 0415       | Yataity                                 | 84,93     |
| Itapúa           | 0725       | Alto Verá                               | 899,20    |
| Itapúa           | 0702       | Bella Vista                             | 300,01    |
| Itapúa           | 0703       | Cambyretá                               | 191,78    |
| Itapúa           | 0704       | Capitán Meza                            | 440,23    |
| Itapúa           | 0705       | Capitán Miranda                         | 219,15    |
| Itapúa           | 0709       | Carlos Antonio López                    | 821,85    |
| Itapúa           | 0707       | Carmen del Paraná                       | 319,88    |
| Itapúa           | 0708       | Coronel Bogado                          | 651,40    |
| Itapúa           | 0723       | Edelira                                 | 633,95    |
| Itapúa           | 0701       | Encarnación                             | 320,32    |
| Itapúa           | 0711       | Fram                                    | 327,84    |
| Itapúa           | 0712       | General Artigas                         | 1.337,67  |
| Itapúa           | 0713       | General Delgado                         | 456,06    |
| Itapúa           | 0714       | Hohenau                                 | 197,03    |
| Itapúa           | 0730       | Itapúa Poty                             | 523,50    |
| Itapúa           | 0715       | Jesús                                   | 143,99    |
| Itapúa           | 0716       | José Leandro Oviedo                     | 129,58    |
| Itapúa           | 0726       | La Paz                                  | 239,17    |
| Itapúa           | 0718       | Mayor Otaño                             | 260,28    |
| Itapúa           | 0710       | Natalio                                 | 386,03    |
| Itapúa           | 0706       | Nueva Alborada                          | 231,49    |
| Itapúa           | 0717       | Obligado                                | 412,98    |
| Itapúa           | 0729       | Pirapó                                  | 838,34    |
| Itapúa           | 0719       | San Cosme y Damián                      | 1.583,43  |
| Itapúa           | 0728       | San Juan del Paraná                     | 103,36    |
| Itapúa           | 0720       | San Pedro del Paraná                    | 1.483,69  |
| Itapúa           | 0721       | San Rafael del Paraná                   | 1.458,79  |
| Itapúa           | 0724       | Tomás Romero Pereira                    | 601,70    |
| Itapúa           | 0722       | Trinidad                                | 176,12    |
| Itapúa           | 0727       | Yatytay                                 | 220,74    |
| Misiones         | 0802       | Ayolas                                  | 720,71    |
| Misiones         | 0803       | San Ignacio                             | 1.550,47  |
| Misiones         | 0801       | San Juan Bautista                       | 2.187,07  |
| Misiones         | 0804       | San Miguel                              | 552,74    |
| Misiones         | 0805       | San Patricio                            | 170,84    |
| Misiones         | 0806       | Santa María                             | 457,80    |
| Misiones         | 0807       | Santa Rosa                              | 724,70    |
| Misiones         | 0808       | Santiago                                | 762,04    |
| Misiones         | 0809       | Villa Florida                           | 278,75    |
| Misiones         | 0810       | Yabebyry                                | 596,66    |
| Ñeembucú         | 1202       | Alberdi                                 | 138,69    |
| Ñeembucú         | 1203       | Cerrito                                 | 711,42    |
| Ñeembucú         | 1204       | Desmochados                             | 291,91    |
| Ñeembucú         | 1205       | General José Eduvigis Díaz              | 275,00    |
| Ñeembucú         | 1206       | Guazú Cuá                               | 899,68    |
| Ñeembucú         | 1207       | Humaitá                                 | 372,55    |
| Ñeembucú         | 1208       | Isla Umbú                               | 415,42    |
| Ñeembucú         | 1209       | Laureles                                | 1.184,70  |
| Ñeembucú         | 1210       | Mayor José Martínez                     | 393,48    |
| Ñeembucú         | 1211       | Paso de Patria                          | 245,95    |
| Ñeembucú         | 1201       | Pilar                                   | 400,09    |
| Ñeembucú         | 1212       | San Juan Bautista de Ñeembucu           | 1.404,73  |
| Ñeembucú         | 1213       | Tacuaras                                | 1.383,29  |
| Ñeembucú         | 1214       | Villa Franca                            | 1.513,04  |
| Ñeembucú         | 1215       | Villa Oliva                             | 1.613,52  |
| Ñeembucú         | 1216       | Villalbín                               | 445,57    |
| Paraguarí        | 0902       | Acahay                                  | 335,42    |
| Paraguarí        | 0903       | Caapucú                                 | 2.466,31  |
| Paraguarí        | 0905       | Carapeguá                               | 451,07    |
| Paraguarí        | 0906       | Escobar                                 | 204,09    |
| Paraguarí        | 0904       | General Bernardino Caballero            | 248,36    |
| Paraguarí        | 0907       | La Colmena                              | 102,47    |
| Paraguarí        | ????       | María Antonia (* 2016)                  |           |
| Paraguarí        | 0908       | Mbuyapey                                | 922,71    |
| Paraguarí        | 0901       | Paraguarí                               | 430,81    |
| Paraguarí        | 0909       | Pirayú                                  | 170,16    |
| Paraguarí        | 0910       | Quiindy                                 | 652,75    |
| Paraguarí        | 0911       | Quyquyhó                                | 592,42    |
| Paraguarí        | 0912       | San Roque González de Santa Cruz        | 197,73    |
| Paraguarí        | 0913       | Sapucai                                 | 182,53    |
| Paraguarí        | 0914       | Tebicuary-mí                            | 150,21    |
| Paraguarí        | 0915       | Yaguarón                                | 239,00    |
| Paraguarí        | 0916       | Ybycuí                                  | 834,71    |
| Paraguarí        | 0917       | Ybytimí                                 | 406,85    |
| Presidente Hayes | 1502       | Benjamín Aceval                         | 10.999,26 |
| Presidente Hayes | 1506       | Doctor José Falcón                      | 1.834,34  |
| Presidente Hayes | 1509       | General José María Bruguez              | 6.507,15  |
| Presidente Hayes | 1505       | Nanawa                                  | 6,56      |
| Presidente Hayes | 1503       | Puerto Pinasco                          | 13.892,42 |
| Presidente Hayes | 1507       | Teniente Primero Manuel Irala Fernández | 13.288,18 |
| Presidente Hayes | 1508       | Teniente Esteban Martínez               | 8.085,39  |
| Presidente Hayes | 1504       | Villa Hayes                             | 19.387,48 |
| San Pedro        | 0202       | Antequera                               | 499,62    |
| San Pedro        | 0217       | Capiibary                               | 946,59    |
| San Pedro        | 0203       | Choré                                   | 671,16    |
| San Pedro        | 0204       | General Elizardo Aquino                 | 831,80    |
| San Pedro        | 0214       | General Isidoro Resquín                 | 1.070,97  |
| San Pedro        | 0216       | Guayaibí                                | 1.140,36  |
| San Pedro        | 0205       | Itacurubí del Rosario                   | 920,40    |
| San Pedro        | 0220       | Liberación                              | 588,83    |
| San Pedro        | 0206       | Lima                                    | 658,40    |
| San Pedro        | 0207       | Nueva Germania                          | 840,09    |
| San Pedro        | 0208       | San Estanislao                          | 1.196,51  |
| San Pedro        | 0209       | San Pablo                               | 297,79    |
| San Pedro        | 0201       | San Pedro                               | 3.125,39  |
| San Pedro        | ????       | San Vicente Pancholo (* 2016)           |           |
| San Pedro        | 0218       | Santa Rosa del Aguaray                  | 1.560,06  |
| San Pedro        | 0210       | Tacuatí                                 | 2.171,07  |
| San Pedro        | 0211       | Unión                                   | 595,79    |
| San Pedro        | 0213       | Villa del Rosario                       | 1.953,07  |
| San Pedro        | 0215       | Yataity del Norte                       | 273,96    |
| San Pedro        | 0219       | Yrybucuá                                | 536,50    |
| San Pedro        | 0212       | 25 de Diciembre                         | 925,62    |